# Olympische Winterspiele 1984/Teilnehmer (Australien)
| Gelbes Symbol für Goldmedaillen mit stilisierten Olympischen Ringen | Graues Symbol für Silbermedaillen mit stilisierten Olympischen Ringen | Braundes Symbol für Bronzemedaillen mit stilisierten Olympischen Ringen |
| ------------------------------------------------------------------- | --------------------------------------------------------------------- | ----------------------------------------------------------------------- |
| —                                                                   | —                                                                     | —                                                                       |

Australien nahm an den Olympischen Winterspielen 1984 in Sarajevo mit einer Delegation von 10 Athleten (8 Männer, 2 Frauen) teil. Der Eisschnellläufer Colin Coates wurde ausgewählt, um bei der Eröffnungsfeier die australische Flagge zu tragen.

## Teilnehmer nach Sportarten
Biathlon

Herren:
- Andrew Paul
10 km: 50. Platz
20 km: 47. Platz

 Eiskunstlauf

Damen:
- Vicki Holland
21. Platz

Herren:
- Cameron Medhurst
19. Platz

 Eisschnelllauf

Herren:
- Colin Coates
1500 m: 37. Platz
5000 m: 25. Platz
10.000 m: 22. Platz
- Mike Richmond
500 m: 22. Platz
1000 m: 27. Platz
1500 m: 34. Platz

  Ski Alpin 
Damen:
- Marilla Guss
Abfahrt: 28. Platz

Herren:
- Alistair Guss
Abfahrt: 34. Platz
- Steven Lee
Abfahrt: 19. Platz
Riesenslalom: DSQ

Ski Nordisch

 Langlauf

Herren:
- Chris Allen
15 km: 64. Platz
30 km: 59. Platz
50 km: 49. Platz
- David Hislop
15 km: 59. Platz
30 km: 57. Platz
50 km: 48. Platz

## Weblink
- Olympiamannschaft Australiens 1984 in der Datenbank von Sports-Reference (englisch; archiviert vom Original)